# Vöcklamarkt
Vöcklamarkt  ist eine Marktgemeinde in Oberösterreich im Bezirk Vöcklabruck  im Hausruckviertel mit 5192 Einwohnern (Stand 1. Jänner 2025). Die Gemeinde liegt im Gerichtsbezirk Vöcklabruck.

## Geografie
Vöcklamarkt liegt am namensgebenden Fluss Vöckla auf 488 m Höhe im Hausruckviertel. Die Ausdehnung beträgt von Nord nach Süd 7,1 km, von West nach Ost 8,5 km. Die Gesamtfläche beträgt 27,4 km², 18,2 % der Fläche sind bewaldet, 68,6 % der Fläche sind landwirtschaftlich genutzt.

### Gemeindegliederung
Das Gemeindegebiet umfasst folgende Ortschaften (in Klammern Einwohnerzahl Stand 1. Jänner 2025):
- Aierzelten (47)
- Exlwöhr (121)
- Gopprechting (26)
- Gries (47)
- Gründberg (53)
- Haid (178)
- Hainberg (117)
- Hörading (49)
- Hötzing (18)
- Kalvarienberg (66)
- Krichpoint (13)
- Landberg (42)
- Langwies (126)
- Maulham (33)
- Moos (31)
- Mörasing (96)
- Mösendorf (399)
- Mösenthal (21)
- Mühlreith (87)
- Redl (47)
- Reichenthalheim (75)
- Rohrwies (39)
- Schmidham (468)
- Spielberg (46)
- Thal (27)
- Unteralberting (19)
- Unterholz (43)
- Viecht (36)
- Vöcklamarkt (2206)
- Walchen (178)
- Walkering (36)
- Waschprechting (83)
- Waschprechtingerberg (258)
- Wies (20)
- Wilding (41)

### Nachbargemeinden
- Gampern
- Neukirchen an der Vöckla
- Frankenburg
- Pfaffing
- Frankenmarkt
- Berg im Attergau

## Geschichte

### Ortsgeschichte
Im Bereich des heutigen Vöcklamarkt siedelten seit 15 v. Chr. die Römer. Sie waren 450 Jahre lang in diesem Gebiet. In der Nähe der spätgotischen Pfarrkirche zeugt heute noch ein Meilenstein von dieser Zeit. Zudem wurden bei Ausgrabungen im nahe gelegenen Haushamerfeld bei Pfaffing die Fundamente einer römischen Villa freigelegt.
Um 700 erfolgte die Landnahme durch die Baiern, die über das Redltal nach Vöcklamarkt kamen.
Von überragender Bedeutung für die Christianisierung und kulturelle Entwicklung der Region um Vöcklamarkt wurden die Klostergründungen im 8. Jahrhundert, vor allem die durch den bayerischen Herzog Odilo 748 erfolgte Gründung von Mondsee und die 777 von seinem Sohn Tassilo III. gegründeten Stifte Mattsee und Kremsmünster.
1068 erwähnte Bischof Altmann eine „bambergische Pfarrgründung“ an diesem Ort, und  1075 wurde Vöcklamarkt als „Vechelsdorf“ erstmals urkundlich erwähnt.
Bis 1200 war Vöcklamarkt ein Teil Bayerns. Seit 1200 gehörte der Ort zum Herzogtum Österreich. 1379 verkaufte der Bamberger Bischof Lamprecht den Attergau, wodurch auch Vöcklamarkt an Herzog Albrecht III. von Österreich kam. 1457 war der Chor (Hochaltarraum) der gotischen Pfarrkirche von Vekkelsdorf bereits fertiggestellt.
Vekkelsdorf, auch Vekklasdorf, seit 1489 Markt Vöcklamarkt, war durch Jahrhunderte als „ain Filial gen Pfäffing“ bezeichnet worden, wie dies 1581 im Frankenburger Urbarium noch aufscheint. 1476 ist Vekkelsdorf in der Schottenmatrikel des Schottenstiftes in Wien als Pfarre erwähnt.
Seit 1490 wird er dem Fürstentum Österreich ob der Enns zugerechnet.
Zu Beginn des Dreißigjährigen Krieges verpfändeten 1620 die Habsburger Oberösterreich in Ermangelung finanzieller Mittel für die Kriegskasse an den bayerischen Herzog Maximilian I. In der Folgezeit ließ Maximilian neben zahlreichen Steuerbeamten auch katholische Geistliche nach Oberösterreich entsenden, welche dort gemäß dem Rechtsprinzip Cuius regio, eius religio die Gegenreformation durchsetzen sollten. Das Gebiet um Vöcklamarkt gehörte zu jenen Gegenden Oberösterreichs, in denen Protestanten besonders heftigen Widerstand gegen die Gegenreformation leisteten. Nach dem Frankenburger Würfelspiel, bei dem der bayerische Statthalter Adam Graf von Herberstorff am 15. Mai 1625 36 Männer paarweise um ihr Leben würfeln ließ, wurden drei der Verlierer am Kirchturm von Vöcklamarkt durch Erhängen hingerichtet.
Während der Napoleonischen Kriege war der Ort mehrfach besetzt.

### Einwohnerentwicklung
1991 hatte die Gemeinde laut Volkszählung 4513 Einwohner, 2001 4765 Einwohner und 2003 5036 Einwohner.

2010 wurde mit 5063 Einwohnern erstmals die 5000er Grenze durchbrochen.

## Kultur und Sehenswürdigkeiten
- Schloss Walchen, erbaut 1590

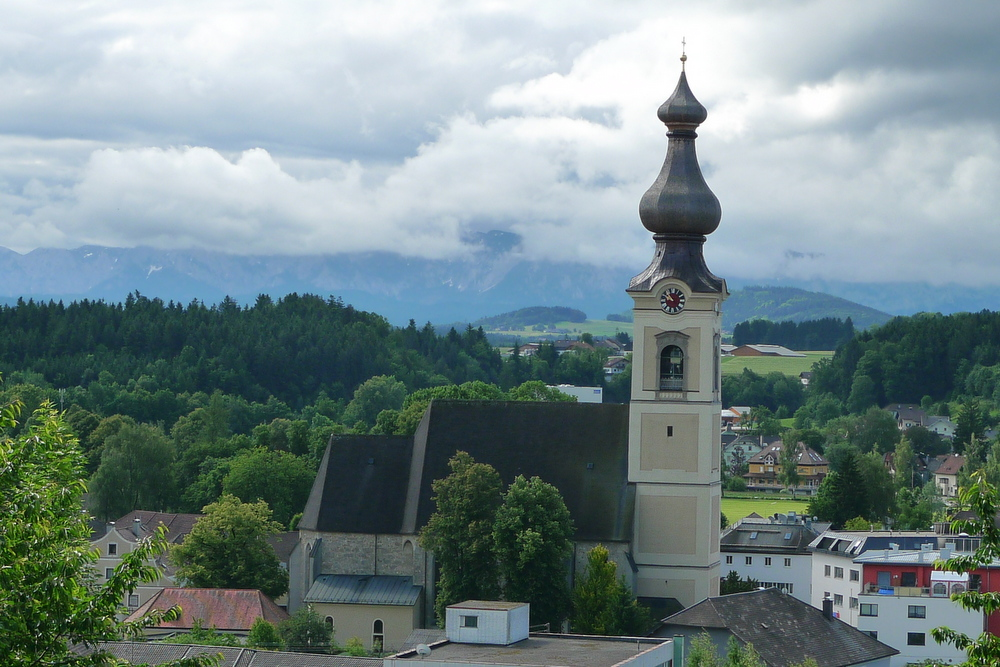
Die Kirche von Vöcklamarkt

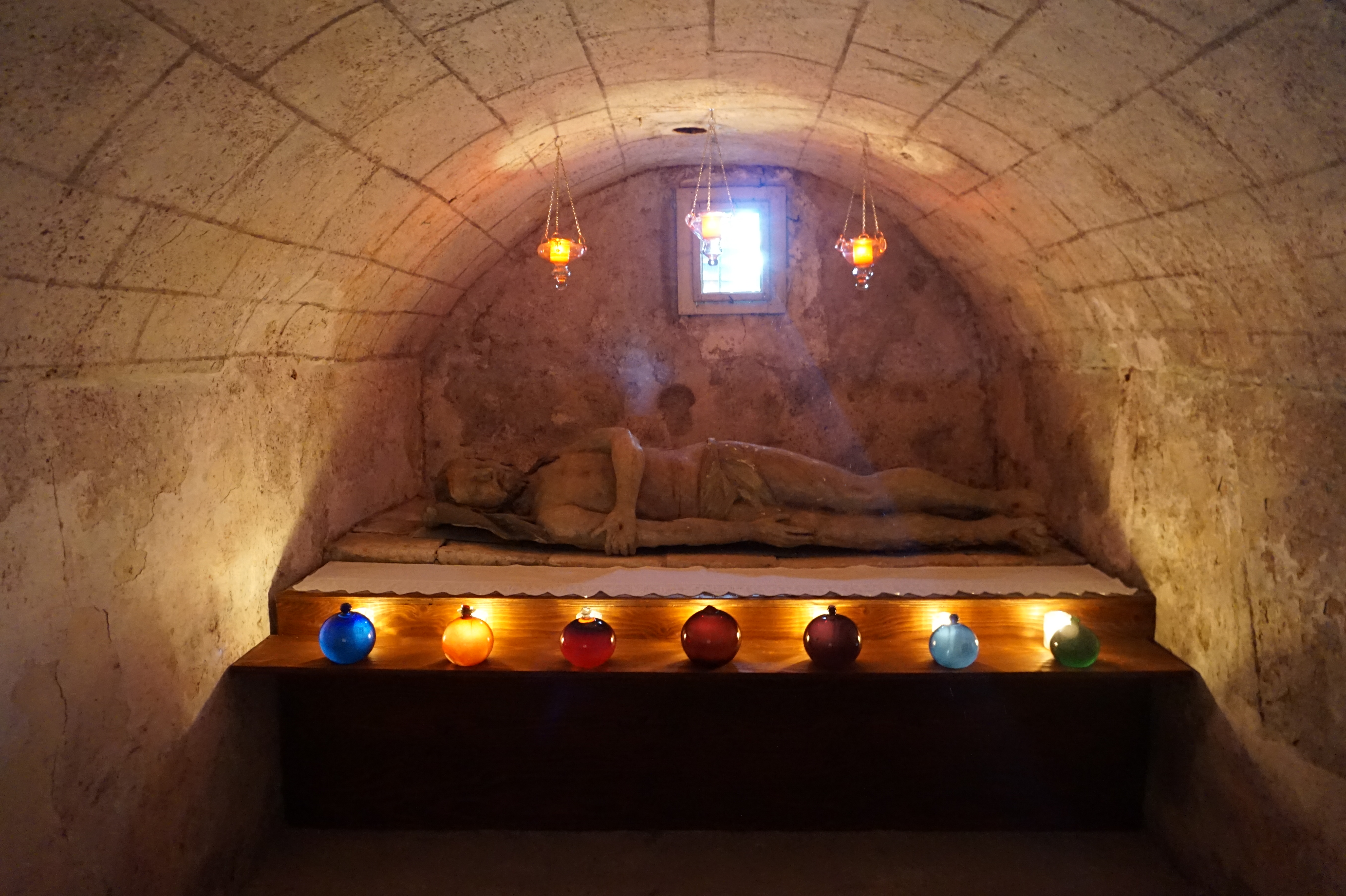
Heiliges Grab in der Kalvarienbergkirche, einer Filialkirche in Vöcklamarkt

- erhaltener Turm der um 1590 abgetragenen Burg Walchen
- Schloss Walkering
- Pfarrkirche Vöcklamarkt: Der „Dom des Vöcklatales“[3], ist nicht nur das Wahrzeichen von Vöcklamarkt, sondern steht auch für ein reges kirchliches und religiöses Leben.[4] Besonders hervorzuheben ist auch die ökumenische Zusammenarbeit zwischen katholischer und evangelischer Pfarrgemeinde.
- Kalvarienbergkirche: Die Kirche ist eine einschiffige Kirche, die 1723 von den Bürgern des Marktes erbaut wurde.[6][7] Sie bildet den Abschluss eines Kreuzwegs mit fünf Kapellen (Rosenkranzgeheimnisse) vom Ort hinauf auf den Kalvarienberg. Sehenswert sind die monumentale Kreuzigungsgruppe und das Heilige Grab mit einem lebensgroß geschnitzten Christus aus Lindenholz und mit bunten Glaskugeln. Die Kirche befindet sich im Besitz der Gemeinde Vöcklamarkt.
- Kirche in Mösendorf: Nach der vollständigen Zerstörung bei einem Brand von 1895 wurde die Kirche wiederaufgebaut und 1900 eingeweiht. Die Kirche ist dem Hl. Laurentius geweiht und eine Filiale der Pfarrkirche Vöcklamarkt.[8] Die Laurentius Statue am Hochaltar stammt noch von der Vorgängerkirche. Die Laurentiuskirche zu Mösendorf ist ein 1-schiffiger, 3-jochiger Kirchenraum mit 3/8-Abschluss und Flachtonnengewölbe mit Stichkappe. Die Fassade hin zur Bundesstraße 1 weist einen geschwungenen Giebel mit kleinem Dachreiter mit Haube auf.[9] In der Kirche befinden sich zwei Glocken.
- Uhren- und Heimatmuseum

## Wirtschaft und Infrastruktur

### Verkehr
Vöcklamarkt ist Station der Westbahn und der Lokalbahn Vöcklamarkt–Attersee.
Weiters liegt der Ort an der Wiener Straße B 1.

### Sport
Der Fußballverein Union Vöcklamarkt, der 1946 gegründet wurde, spielt derzeit in der drittklassigen Regionalliga Mitte.

## Politik
Der Gemeinderat hat 31 Mitglieder.
- Mit den Gemeinderats- und Bürgermeisterwahlen in Oberösterreich 2003 hatte der Gemeinderat folgende Verteilung: 17 ÖVP, 11 SPÖ und 3 FPÖ.
- Mit den Gemeinderats- und Bürgermeisterwahlen in Oberösterreich 2009 hatte der Gemeinderat folgende Verteilung: 17 ÖVP, 8 SPÖ, 4 FPÖ und 2 GRÜNE.
- Mit den Gemeinderats- und Bürgermeisterwahlen in Oberösterreich 2015 hatte der Gemeinderat folgende Verteilung: 17 ÖVP, 7 FPÖ, 5 SPÖ und 2 GRÜNE.
- Mit den Gemeinderats- und Bürgermeisterwahlen in Oberösterreich 2021 hat der Gemeinderat folgende Verteilung: 15 ÖVP, 6 FPÖ, 6 SPÖ und 4 GRÜNE.[10]

### Bürgermeister
- bis 2008 Anton Durchner (ÖVP)
- 2008–2020 Josef Six (ÖVP)
- seit 2020 Alois Six (ÖVP)

### Wappen
Blasonierung: „In Blau ein silberner Wellenpfahl mit zwei blauen Wellenbändern, beiderseits begleitet von je einem auf grünem Boden stehenden, silbernen, schwarz geöffneten Turm mit rotem Spitzdach und goldenem Knauf.“
Die Gemeindefarben sind Grün-Weiß-Rot.
Das Marktwappen wurde 1560 durch Kaiser Ferdinand I. verliehen. Es symbolisiert die Lage des Marktes an der Vöckla, die die Grenze zwischen den beiden großen  Herrschaftsgebieten des Attergaus, Frankenburg und Kammer, bildete.

## Persönlichkeiten

### Ehrenbürger der Gemeinde
- 1953: Dominikus Böhm (1880–1955), Architekt und Kirchenbauer

### Söhne und Töchter der Gemeinde

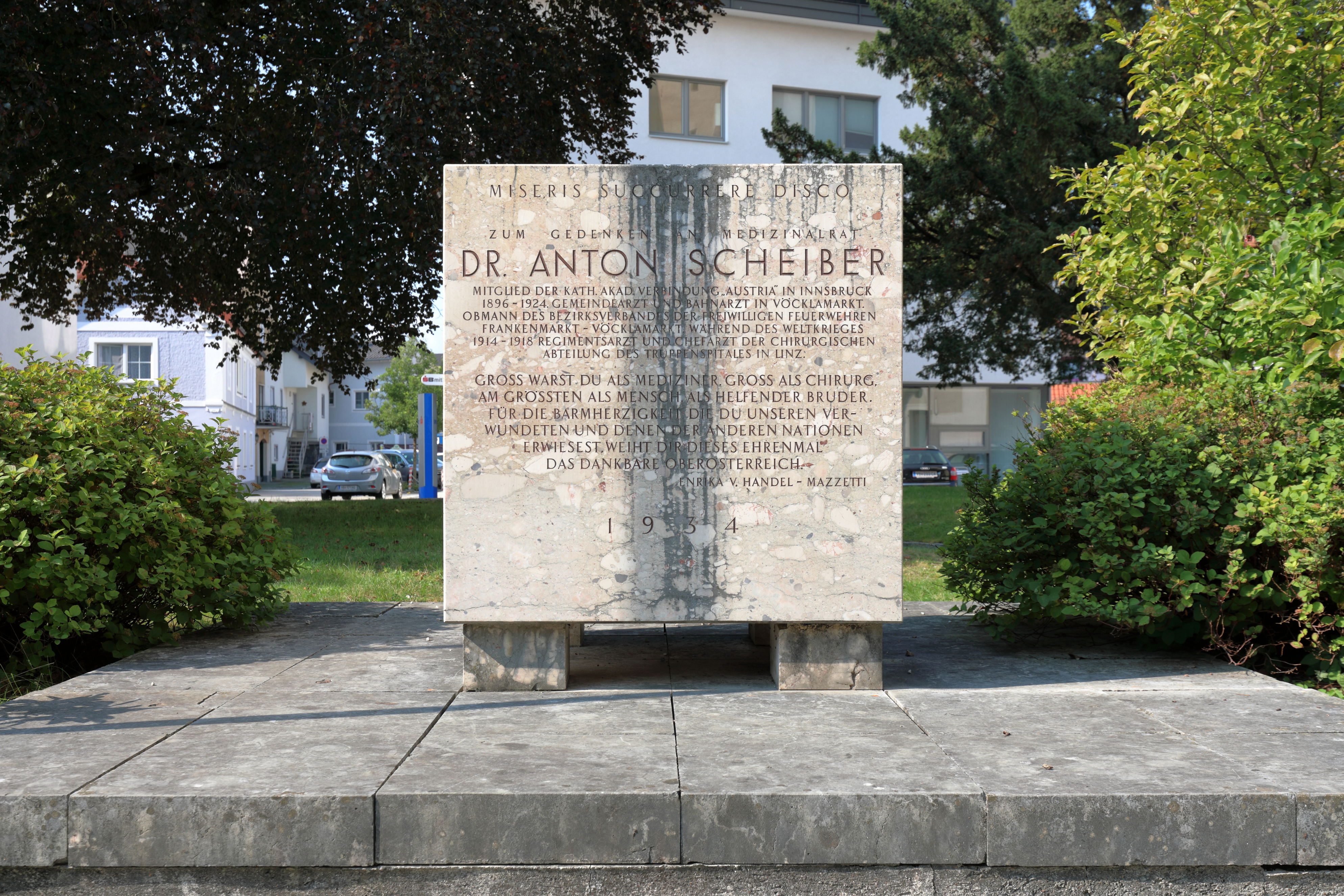
Gedenkstein für Anton Scheiber vor der Pfarrkirche

- Christoph Weiss (1549–1617),  Handelsherr und Burgvogt von Wels, Eigentümer von Schloss Würting.[12]
- Johannes Georg Scheicher (* 1746), Musiker und Komponist im Stift St. Peter in Salzburg. Gemeinsam mit Michael Haydn und Anton Cajetan Adlgasser komponierte er das dreiteilige Fastenoratorium „Des Kaiser Constantin I. Feldzug und Sieg“ im Auftrag des Salzburger Fürsterzbischofs Siegmund Christoph von Schrattenbach.[13][14]
- Michael Neuhofer (1887–1972), Politiker (CSP)
- Anton Emminger (1890–1962), Bauer und Politiker
- Anton Bachmayr (1904–1993), Maler
- Wilhelm Rager (1941–2023), Pädagoge, Lyriker und Heimatforscher

### Mit der Gemeinde verbundene Persönlichkeiten
- Alois Gstöttner (* 1975), Fotograf, Autor, Journalist und Grafikdesigner
- Bernhard von Polheim (1456–1504), Pfarrer von Vöcklamarkt 1487–1504, Jurist, Kanoniker, Administrator von Wien
- Anton Scheiber (1862–1924), Medizinalrat und Gemeindearzt, Denkmal im Kirchenpark mit Inschrift der Schriftstellerin Enrica von Handel-Mazzetti
- Sandra Weihs (* 1983), Schriftstellerin